# North Lakhimpur
North Lakhimpur är en ort i Indien.   Den ligger i distriktet Lakhimpur och delstaten Assam, i den östra delen av landet, 1 700 km öster om huvudstaden New Delhi. North Lakhimpur ligger 96 meter över havet och antalet invånare är 59 841.
Terrängen runt North Lakhimpur är mycket platt. Runt North Lakhimpur är det tätbefolkat, med 343 invånare per kvadratkilometer. Det finns inga andra samhällen i närheten. Omgivningarna runt North Lakhimpur är en mosaik av jordbruksmark och naturlig växtlighet.